# Gotra latispina
Gotra latispina is een insect uit de familie van de gewone sluipwespen (Ichneumonidae). De wetenschappelijke naam van de soort werd in 1907 gepubliceerd door Cameron.